# Onygenales
Ordre
Les Onygenales sont un ordre de champignons Ascomycètes. Il contient plusieurs espèces pathogènes pour l'homme ou les animaux. Il contient en particulier des pathogènes de reptiles tels que ''Nanniziopsis guarroi'', pathogène de lézards ; ''Ophidiomyces ophidiicola'', pathogène de serpents ; ou ''Emydomyces testatvorans'', pathogène de tortues.

## Liste des familles
Selon ITIS :
- famille Arthrodermataceae Currah, 1985
- famille Ascosphaeraceae L.S. Olive & Spiltoir, 1955
- famille Eremascaceae Engl. & E. Gilg, 1924
- famille Gymnoascaceae Baran., 1872
- famille Onygenaceae Berk., 1857